# Borrsjöån

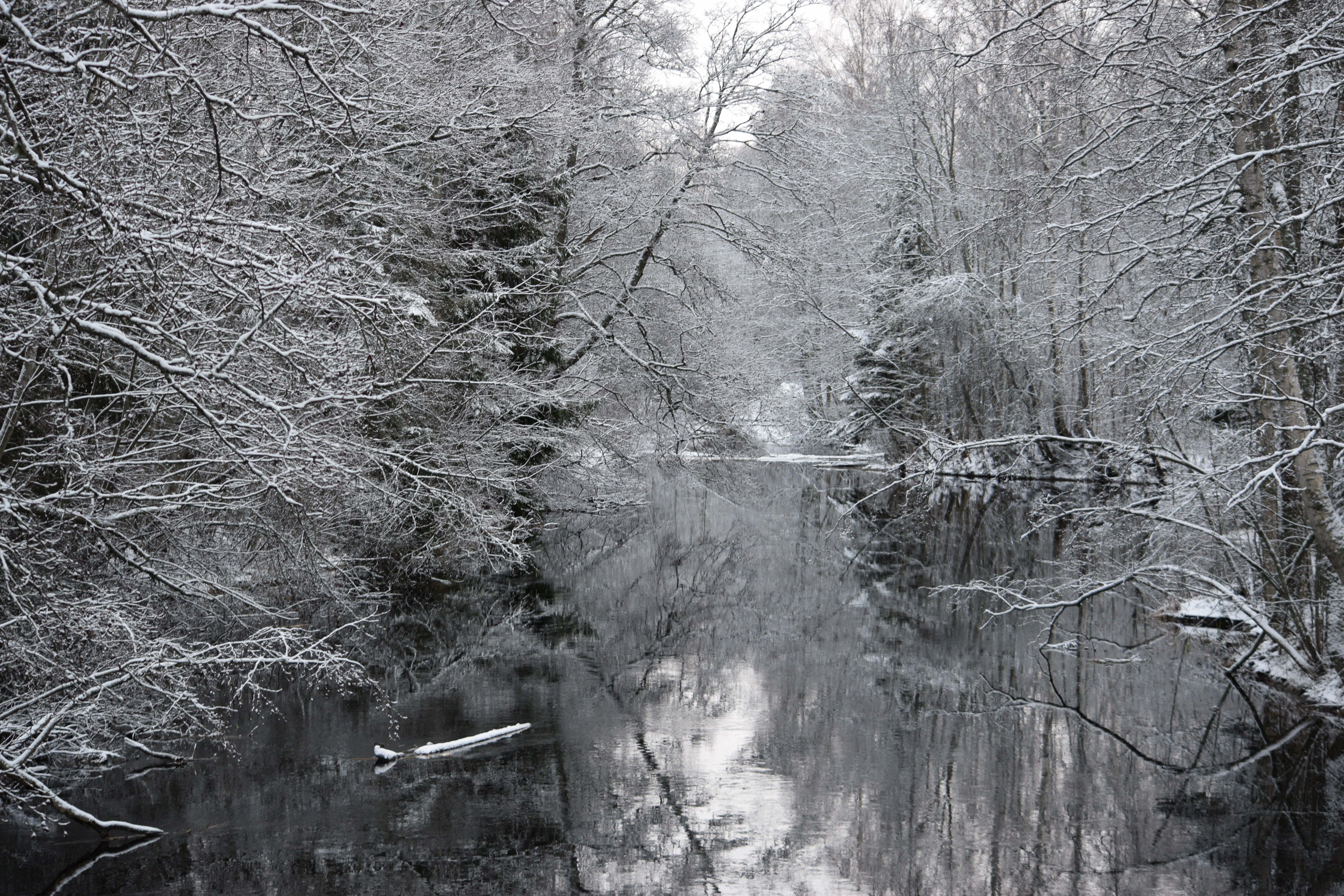
Borrsjöån vintertid, fotograferad i Åshammar

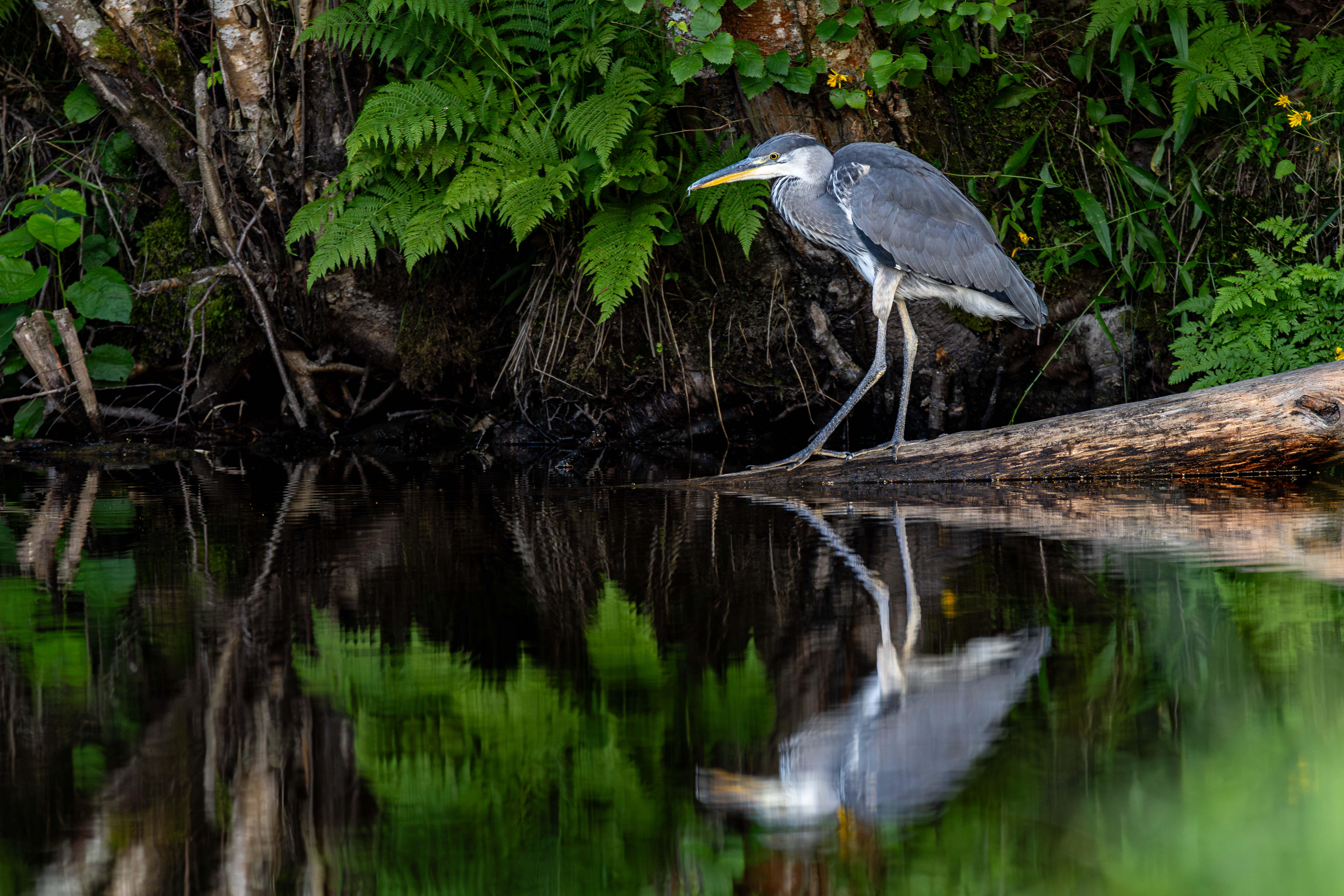
Gråhäger nära åns utflöde i Storsjön.

Borrsjöån är ett vattendrag i östra Dalarna och västra Gästrikland. Det är 42 kilometer långt, och har ett avrinningsområde på 260 km². Ån rinner upp i Borrsjön, 263 meter över havet, i östra Dalarna (Falu kommun) och strömmar åt sydost. Efter drygt 10 kilometer passerar den gränsen till Gästrikland, strax norr om Pellasberget, och från och med byn Åmotan, ytterligare ungefär 10 kilometer in i Gästrikland, börjar den tidigare vildmarksbetonade ådalen bli uppodlad och befolkad. Vid byn Dalfors tar Borrsjöån emot sitt största biflöde, Storån från Lumsen och rinner med fördubblade krafter förbi Åttersta, Åshammar och Kungsgården. (I Nordisk familjebok betraktas dock Borrsjöån som biflöde till Storån istället för tvärtom.) Strax efter Kungsgården mynnar ån i Västerfjärden, Storsjön (62 meter över havet). Storsjön avvattnas i sin tur av Gavleån, varför Borrsjöån kan räknas som ett av Gavleåns källflöden.